# المنظمة الدولية لمعلومات النبات
المنظمة الدولية لمعلومات النبات (بالإنجليزية: International Organization for Plant Information)‏ وتختصر إلى (IOPI) هي منظمة دولية تأسست في 20 سبتمبر، 1991. تدير سلسلة من المشروعات الدولية التعاونية التي تهدف إلى إنشاء قواعد بيانات لمعلومات التصنيفات النباتية. وهي لجنة تابعة للاتحاد الدولي للعلوم البيولوجية.